# Anzai Kóki
Anzai Kóki (安西 幸輝) (Hjógo prefektúra, 1995. május 31. –) japán válogatott labdarúgó.

## Klub
A labdarúgást a Tokyo Verdy csapatában kezdte. 150 bajnoki mérkőzésen lépett pályára és 6 gólt szerzett. 2018-ban a Kasima Antlers csapatához szerződött. 2019 és 2021 között a Portimonense SC csapatában játszott.

## Nemzeti válogatott
2019-ben debütált a japán válogatottban. A japán válogatottban 5 mérkőzést játszott.

## Statisztika
| Japán válogatott | Japán válogatott | Japán válogatott |
| Időszak          | Mérk.            | gól              |
| ---------------- | ---------------- | ---------------- |
| 2019             | 4                | 0                |
| 2020             | 1                | 0                |
| Összesen         | 5                | 0                |